# Forêt naine

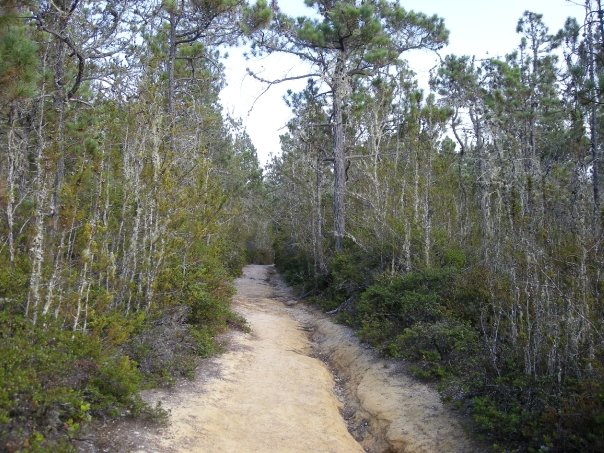
Forêt naine au Parc d'État de Salt Point.

Une forêt naine est un type de peuplement forestier ne comptant que de petits arbres, pour des raisons pédologiques ou géographiques.
On trouve de telles formations dans le nord de la Californie ou sur l'île de Mull. Dans le Sud de la Californie et en Amérique centrale, ces forêts sont appelées « forêt des elfes » (elfin forest par les anglophones). On retrouve aussi ce type d'écosystème dans les páramos, situées principalement au nord des Andes. 